# Дом литератора (Минск)
Дом литератора (белор. Дом літаратара) — здание в Минске, построенное для Союза писателей БССР на углу улиц Фрунзе и Румянцева в 1976 году. Архитектурный стиль: Советский архитектурный модернизм. В здании расположены Союз писателей Беларуси, Камерный драматический театр, РОО «Белая Русь».

## История
Построен в 1976 году по проекту архитекторов Григорьева Ю. и Шубиной О., витражи и чеканка выполнены Стельмашоноком В. и Любимовым Ю.
Здание находилось на балансе Союза писателей БССР, так как построено за собственный счёт этого союза, после распада СССР, перешло на баланс независимого Союза белорусских писателей. В 1997 году распоряжением № 182 Президента Республики Беларусь переведено на баланс Управления делами Президента. В 2005 году создан провластный Союз писателей Беларуси, который занял здание после выселения независимого союза в 2006 году.
В 2008 — 2015 годах в здании временно размещался Театр юного зрителя, так как здание театра на улице Энгельса реконструировали.
В 2012 году проходила реконструкция здания, в ходе которой уничтожены все витражи, кроме трёх, выходящих на улицу Фрунзе, и вывеска, вместо которой появились буквенная в советском стиле.

## Архитектура
Здание состоит из двух трёхэтажных крыльев и двух двухэтажных, соединяющих их, переходов с кабинетами. Эти объёмы формируют внутренний двор. Стены здания облицованы светлым туфом (в 2010-х годах тыльный фасад выкрасили в белый, что противоречит первоначальному цветовому решению). Большинство окон содержали витражи. Авторам проекта удалось вписать здание в окружающую застройку, выполненную в стиле советского неоклассицизма, благодаря соразмерности соседним зданиям и удачному подбору отделочного материала и цвета. При этом здание неординарно и контрастно к окружающей застройке, изобилует криволинейными плоскостями ограждающих конструкций и глухими объёмами.
Главный фасад со стороны улицы Фрунзе двухъярусный, первый этаж углублён в фасад, таким образом перед входной группой формируется козырёк. Потолок выполнен из дерева, справа от входной группы располагаются декоративные светильники, табличка с годом постройки здания и архитекторами и вывески организаций. Левая часть фасада находится на одном уровне с верхней частью фасада и содержит обращённое к входной группе окно, в котором до 2012 года содержался витраж. Верхняя часть фасада решена в виде пластичной изогнутой напоминающей страницы книг поверхности. В просветах между «страницами» размещены узкие оконные проёмы, содержащие витражами работы Стельмашонока В., (уничтожены в 2012 году). В правой части фасада располагаются узкие высокие окна. Аналогично выполнен и выходящий во внутренний двор фасад. Завершением внешнего фасада служила квадратная выполненная Любимовым Ю. вогнутая панель с кованой декоративной звездой, которая содержала надпись «дом літаратра» Конструкция уничтожена в 2012 году.
Планировка здания разграничена на парадную и деловую части. Зрительный зал на 336 мест — основа парадной части, к которой присоединено фойе с антресолями и кафе. Главный вестибюль объединяет конференц-зал, библиотеку, каминный зал с эстрадой. Планировка административного корпуса коридорная с угловыми холлами.
В интерьерах здания использованы мрамор, туф, шпона, декоративная штукатурка, чеканка, авторства Любимова Ю.
Вместо первого этажа перехода со стороны улицы Румянцева установлен декоративный забор, обеспечивающий просматриваемость между внутренним двором и улицей. Забор с таким же дизайном присутствует между зданием и домом № 7 по улице Фрунзе.

## Фотогалерея

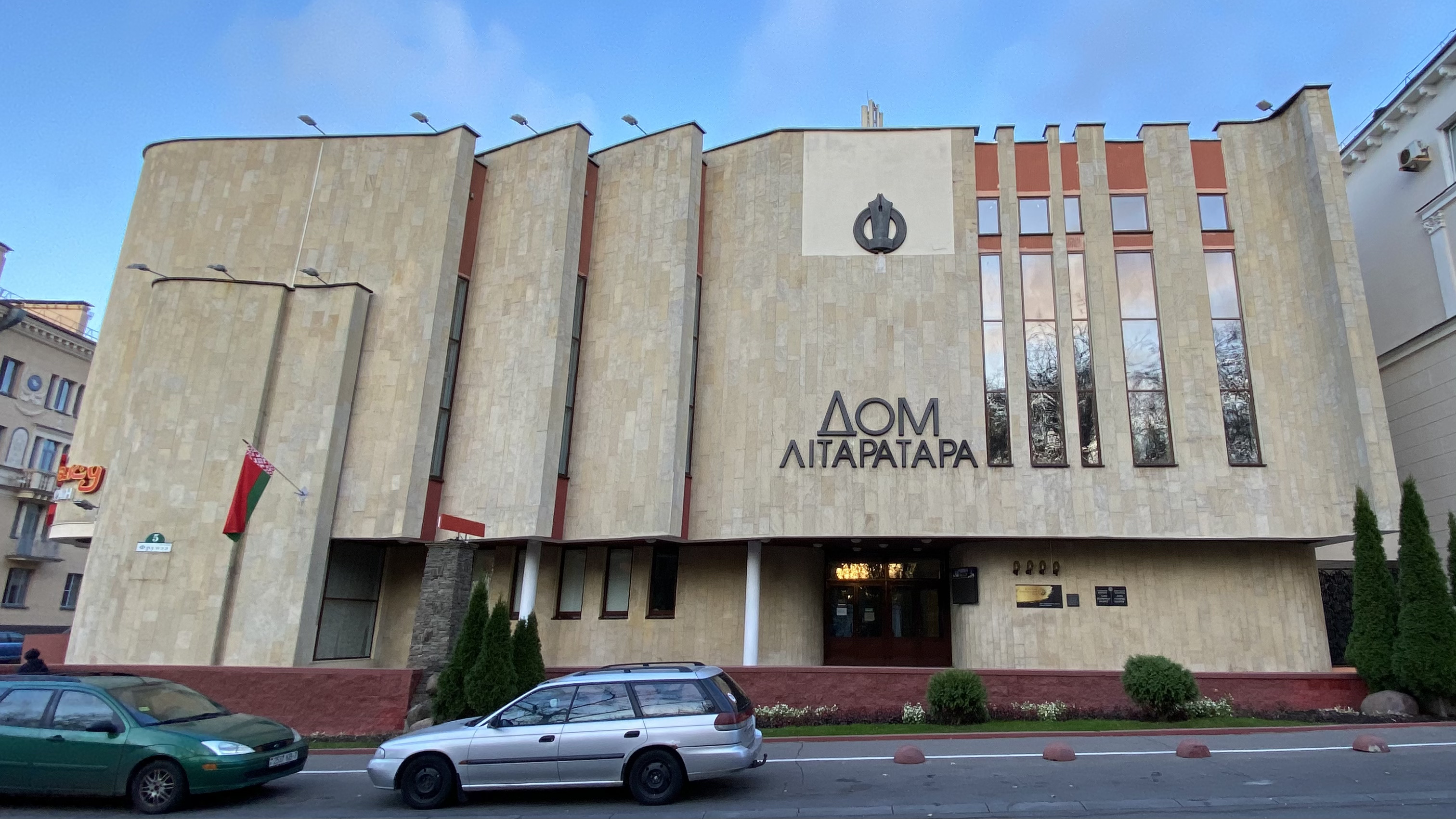
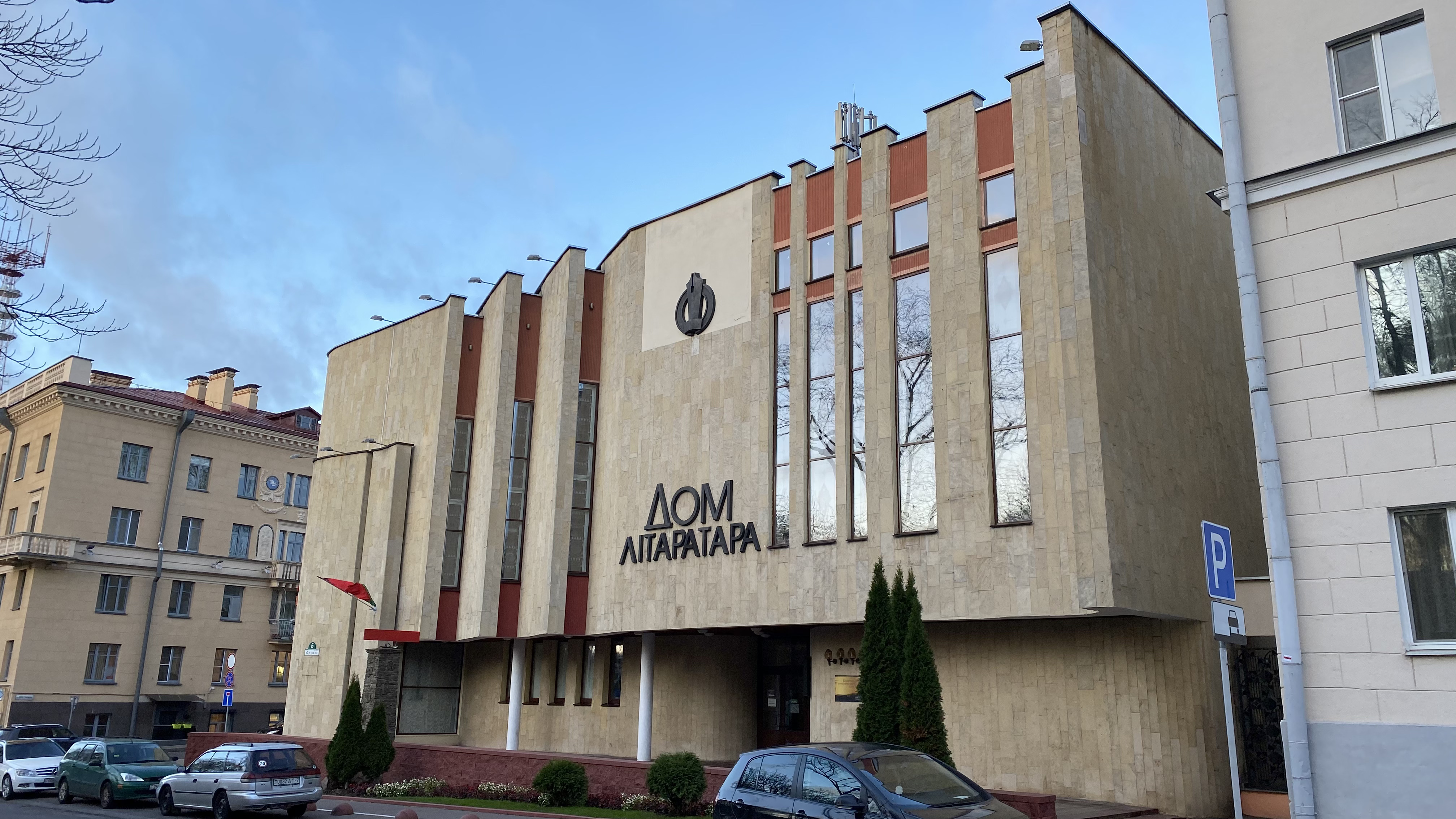
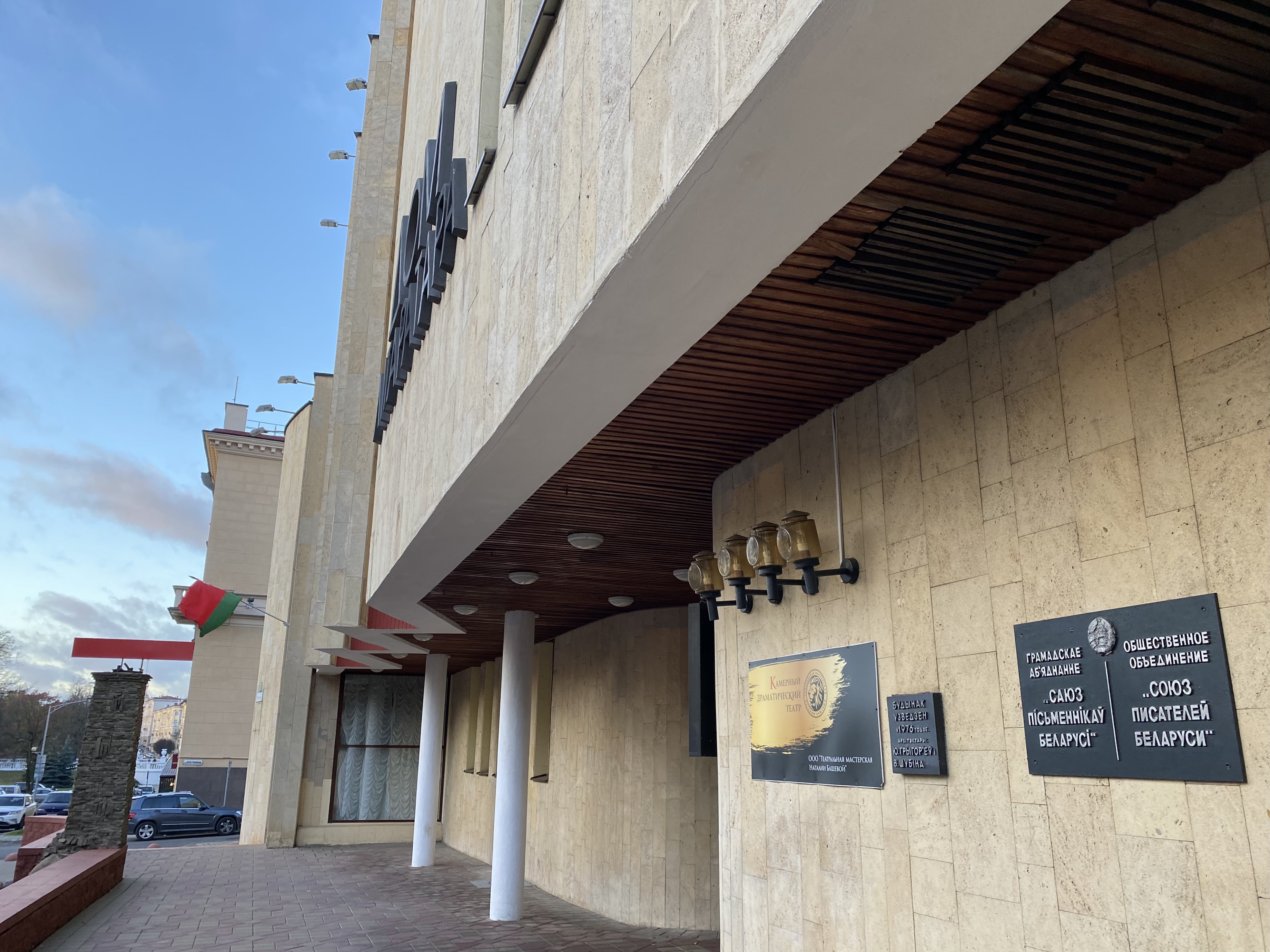
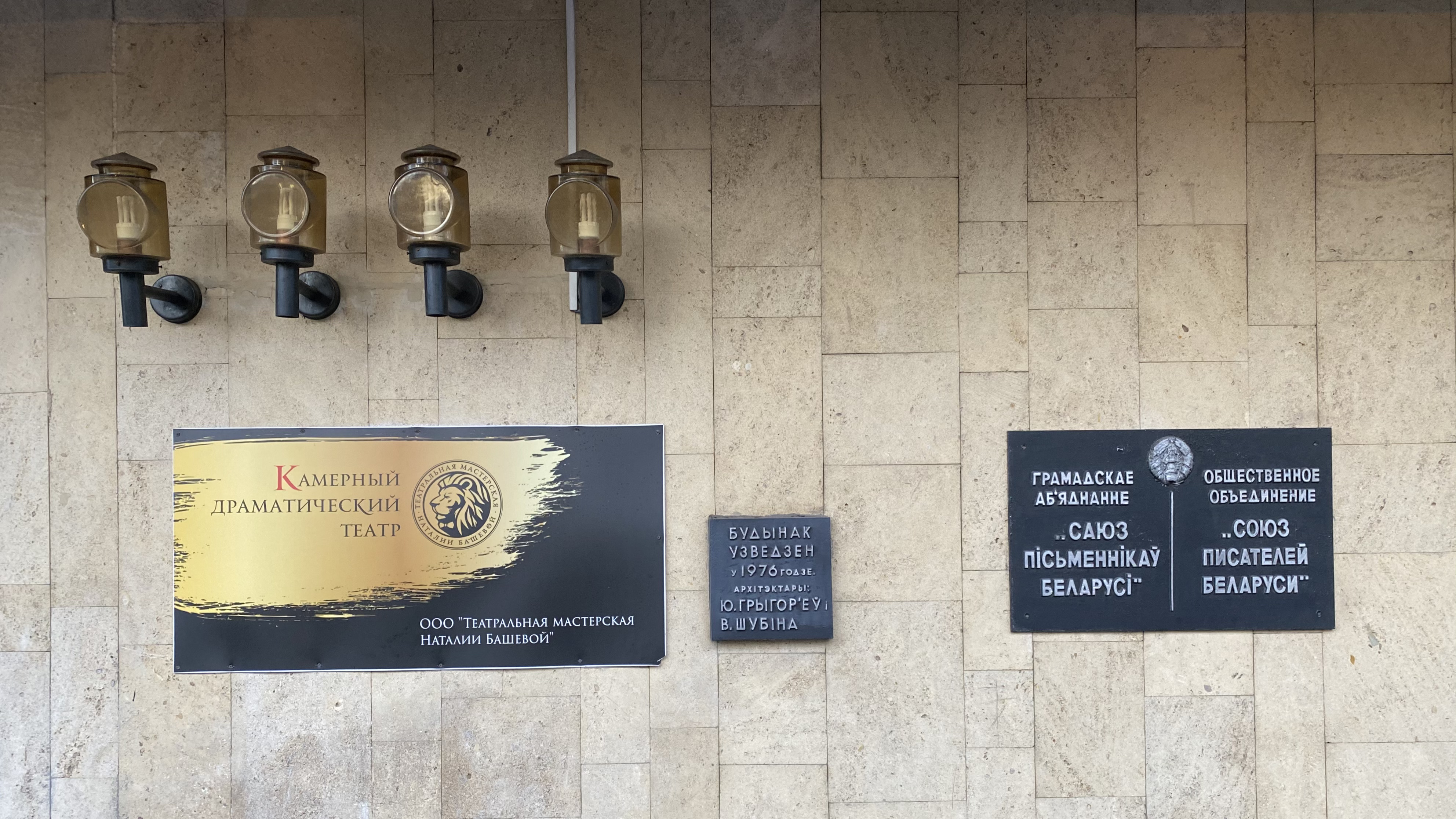
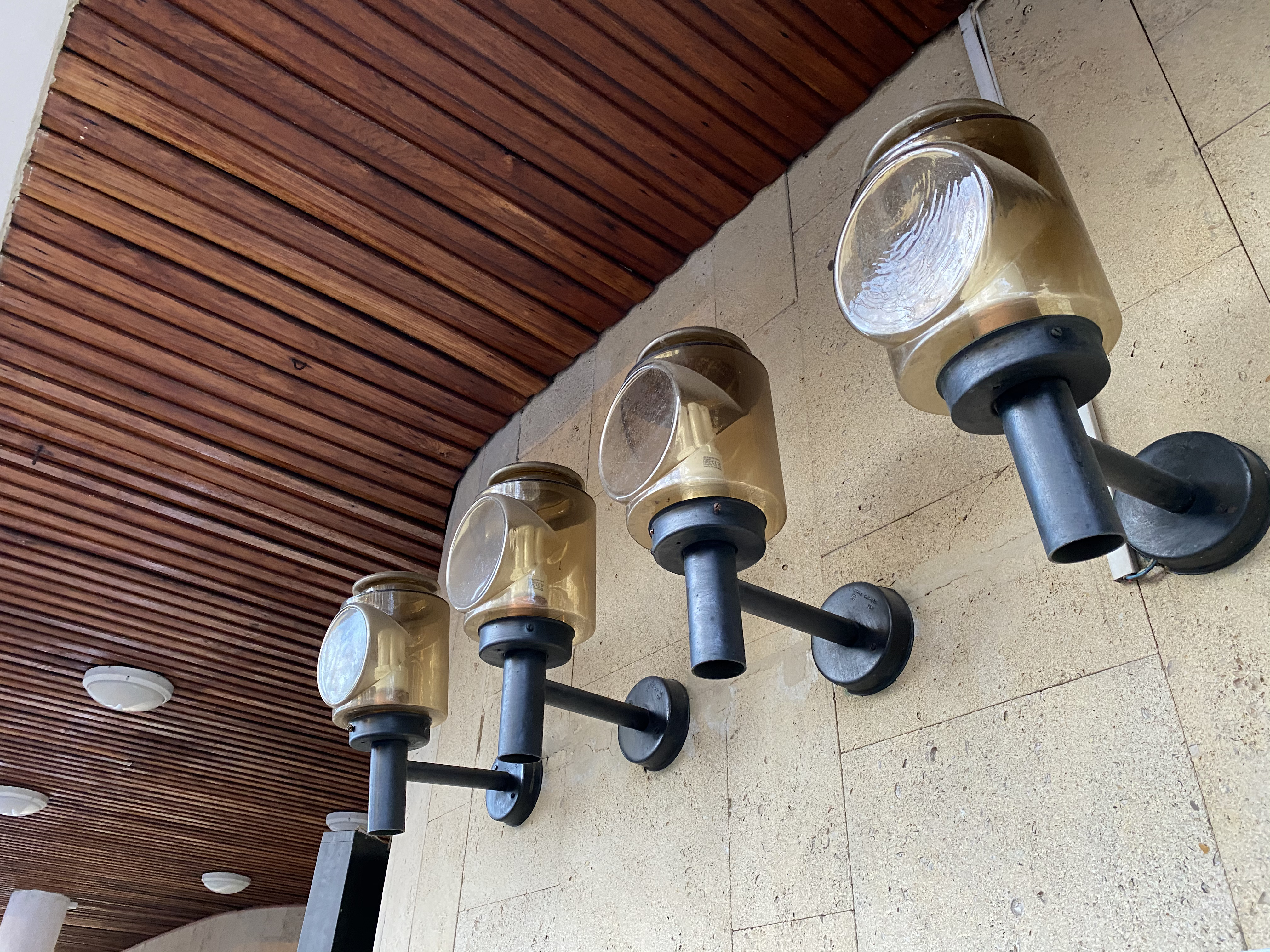
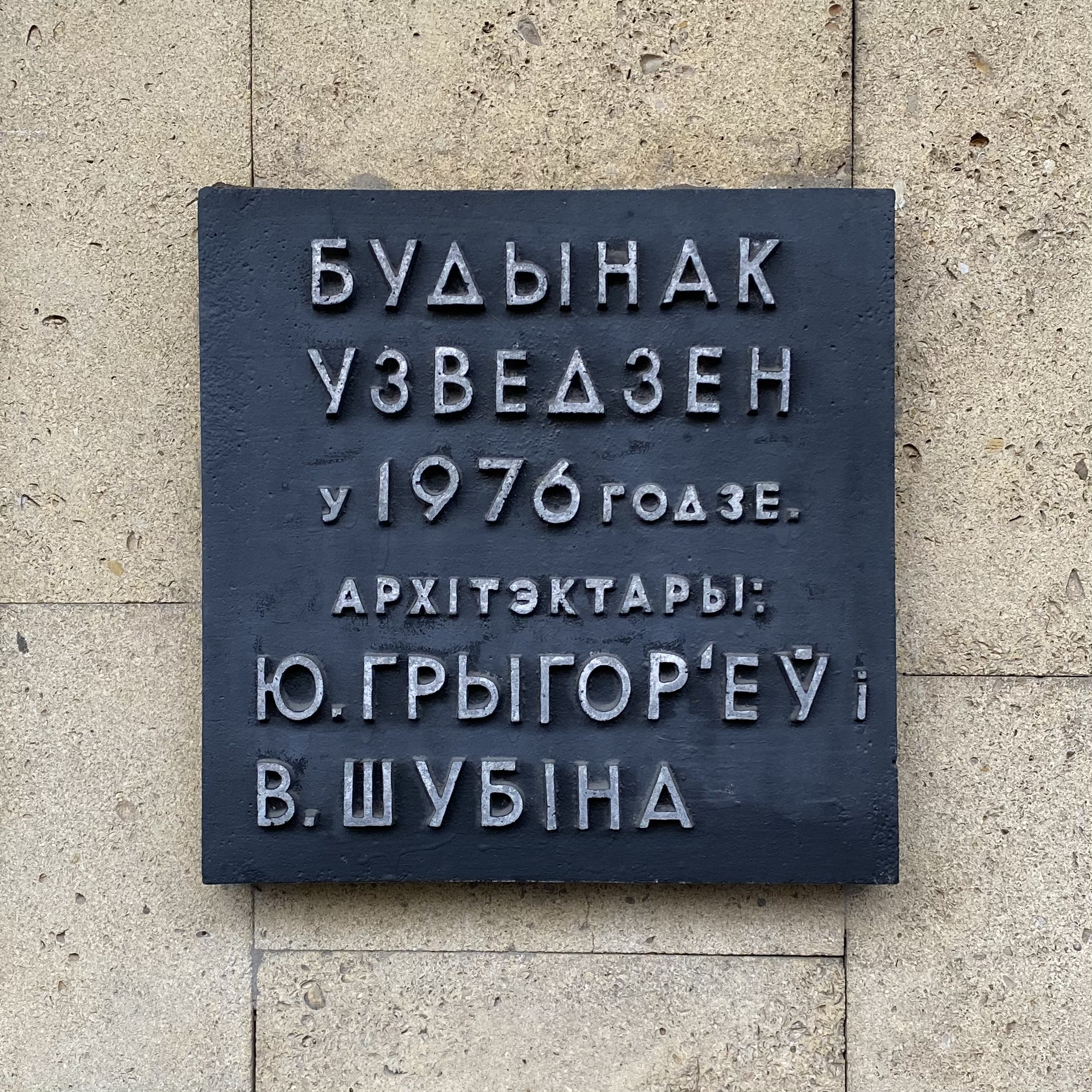
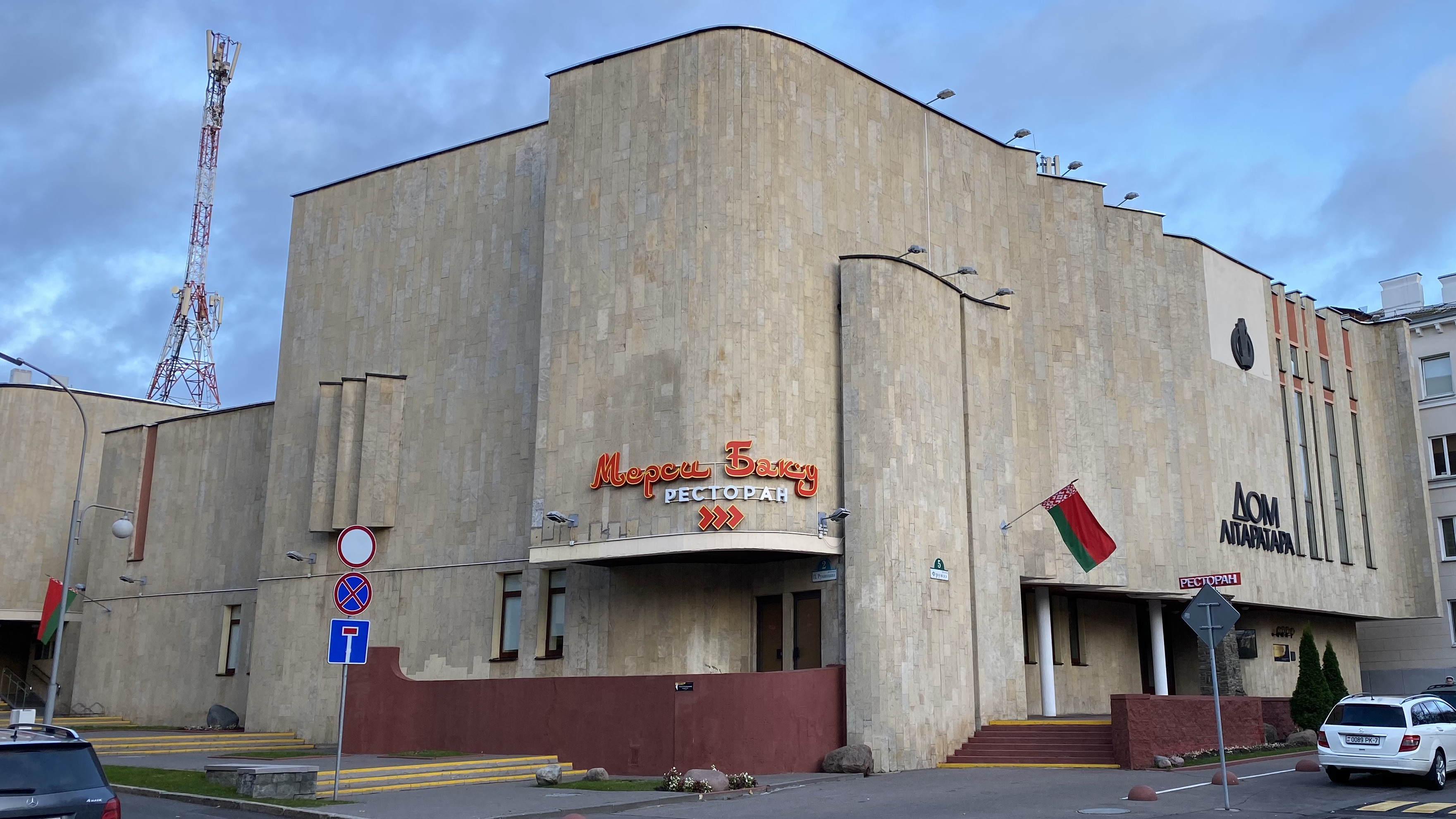
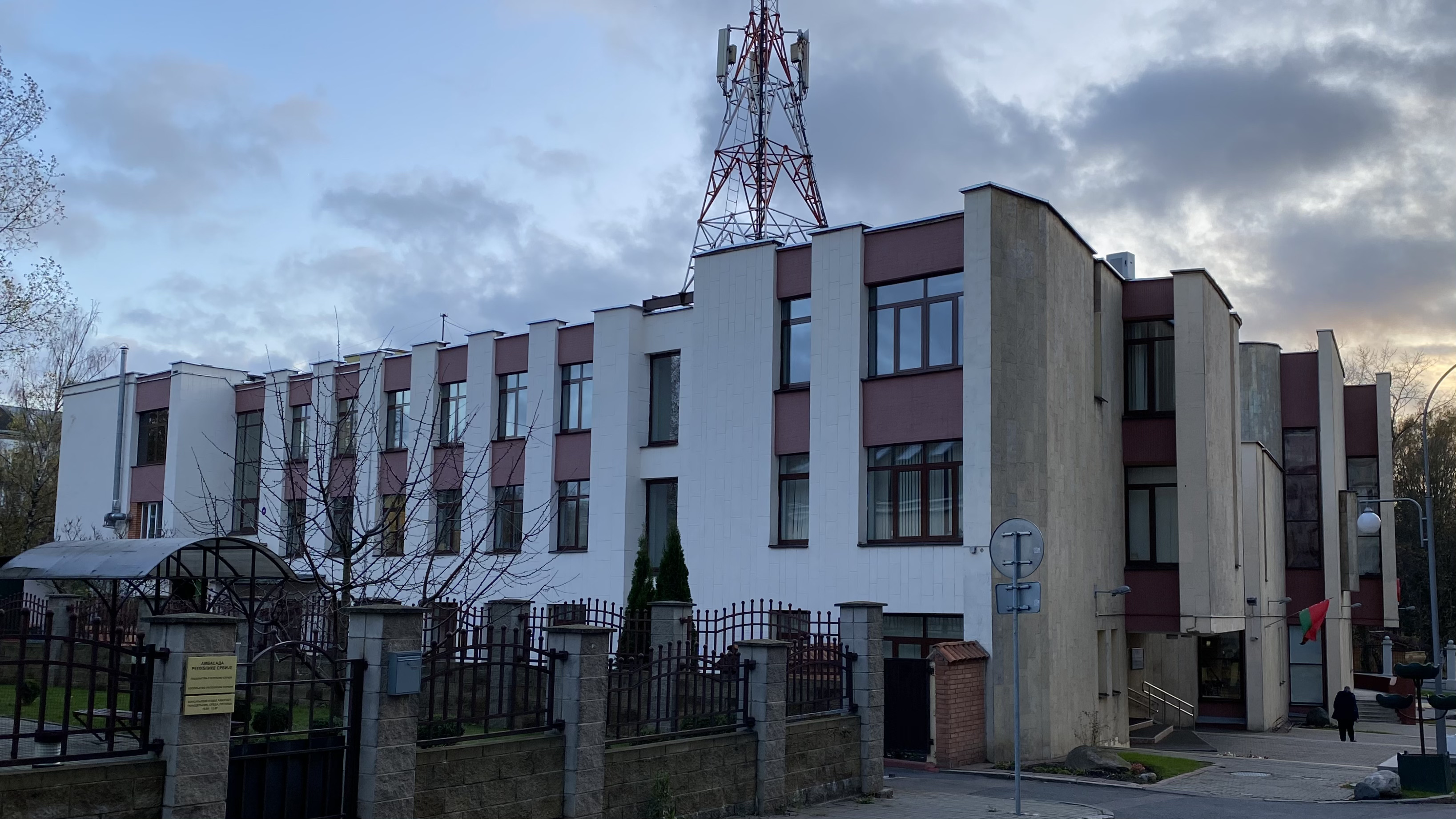
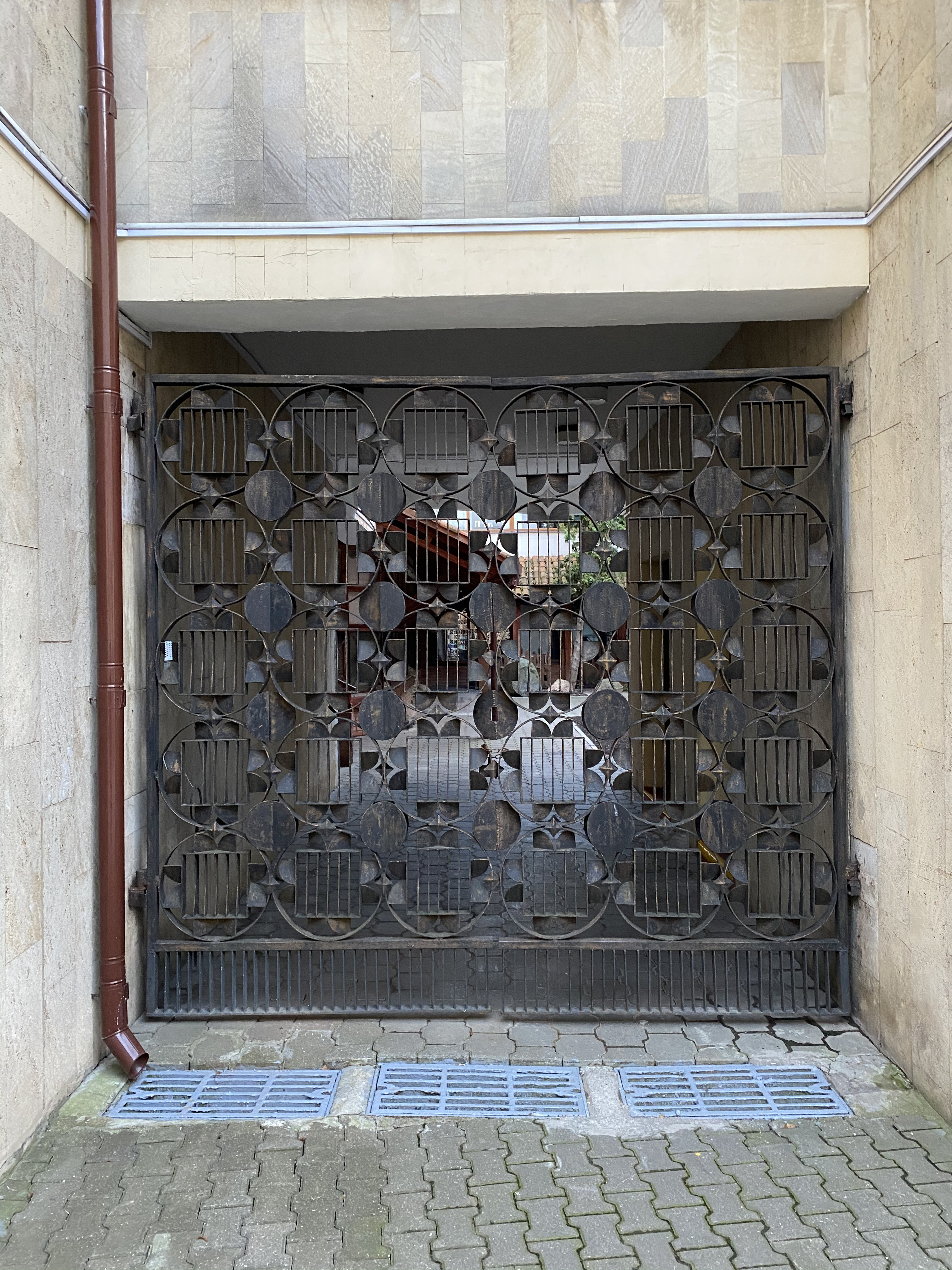
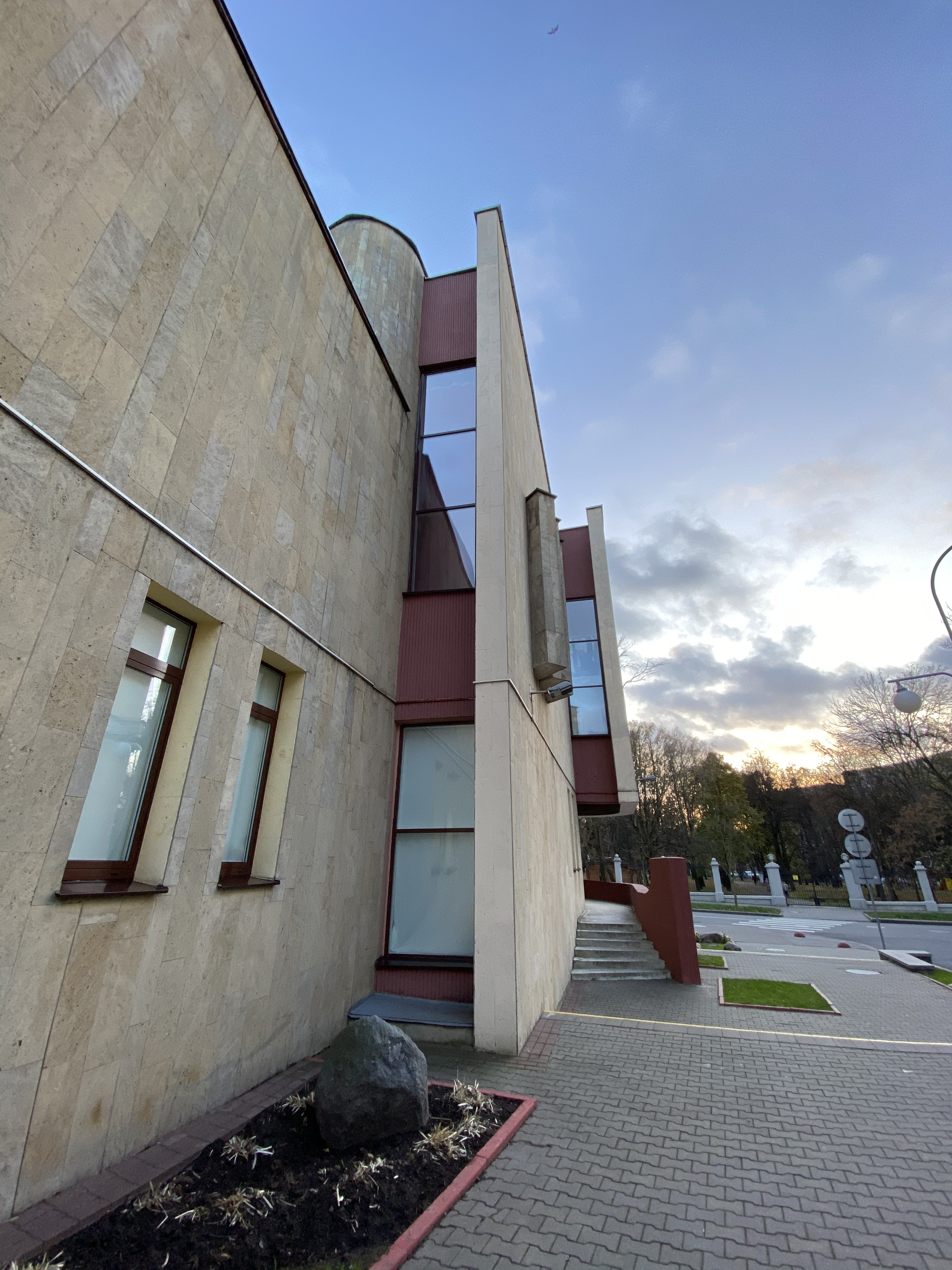
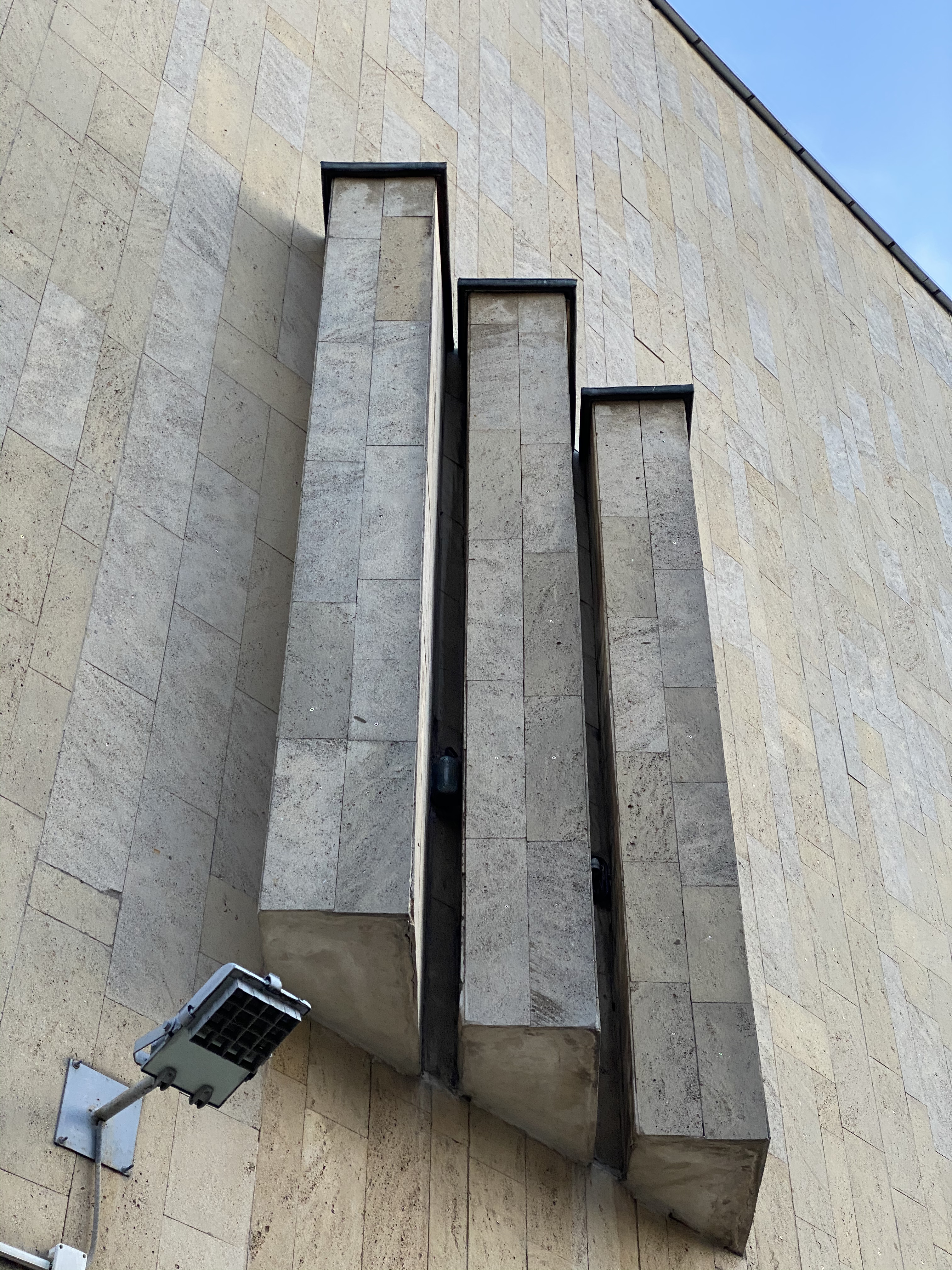
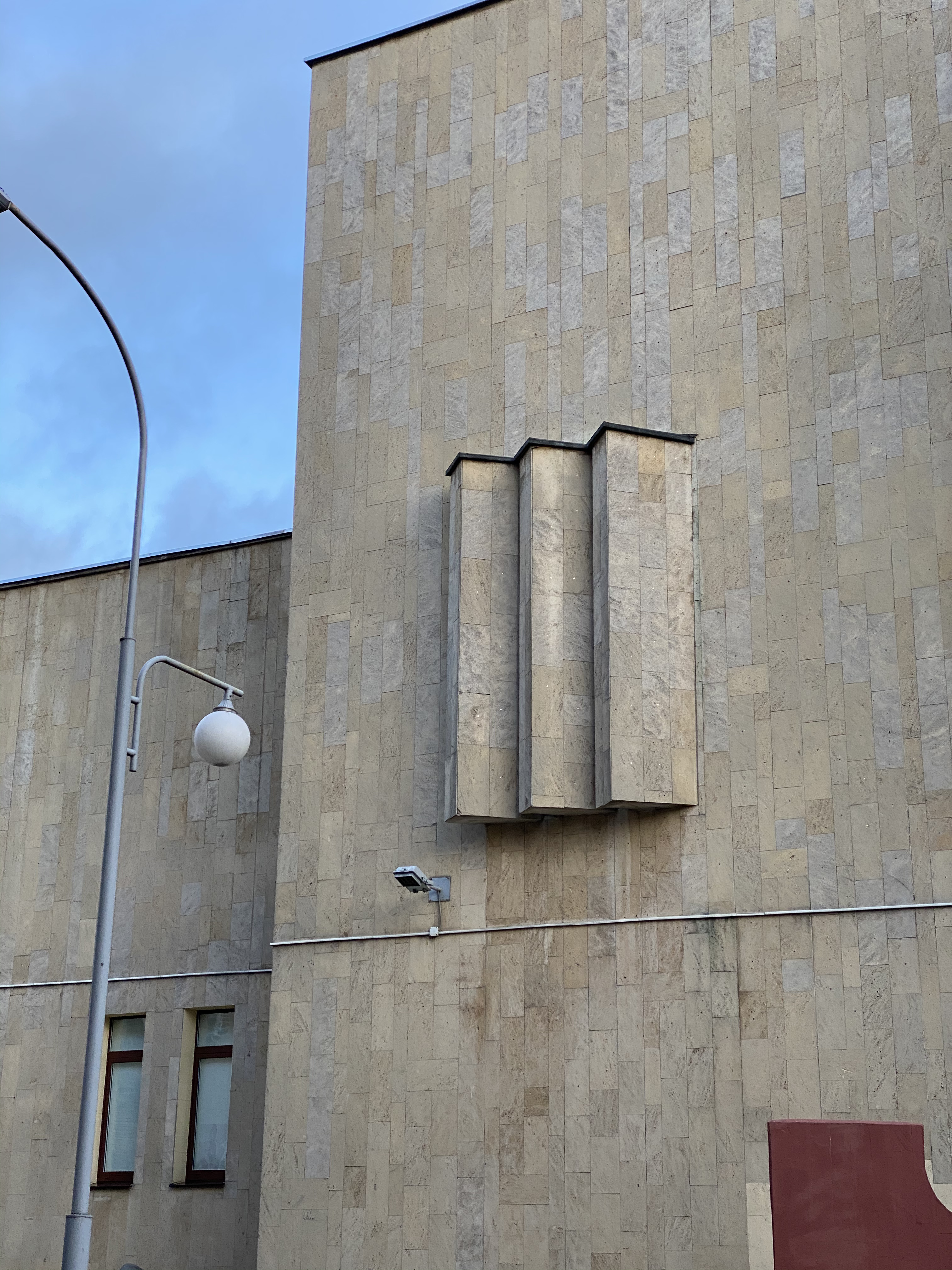
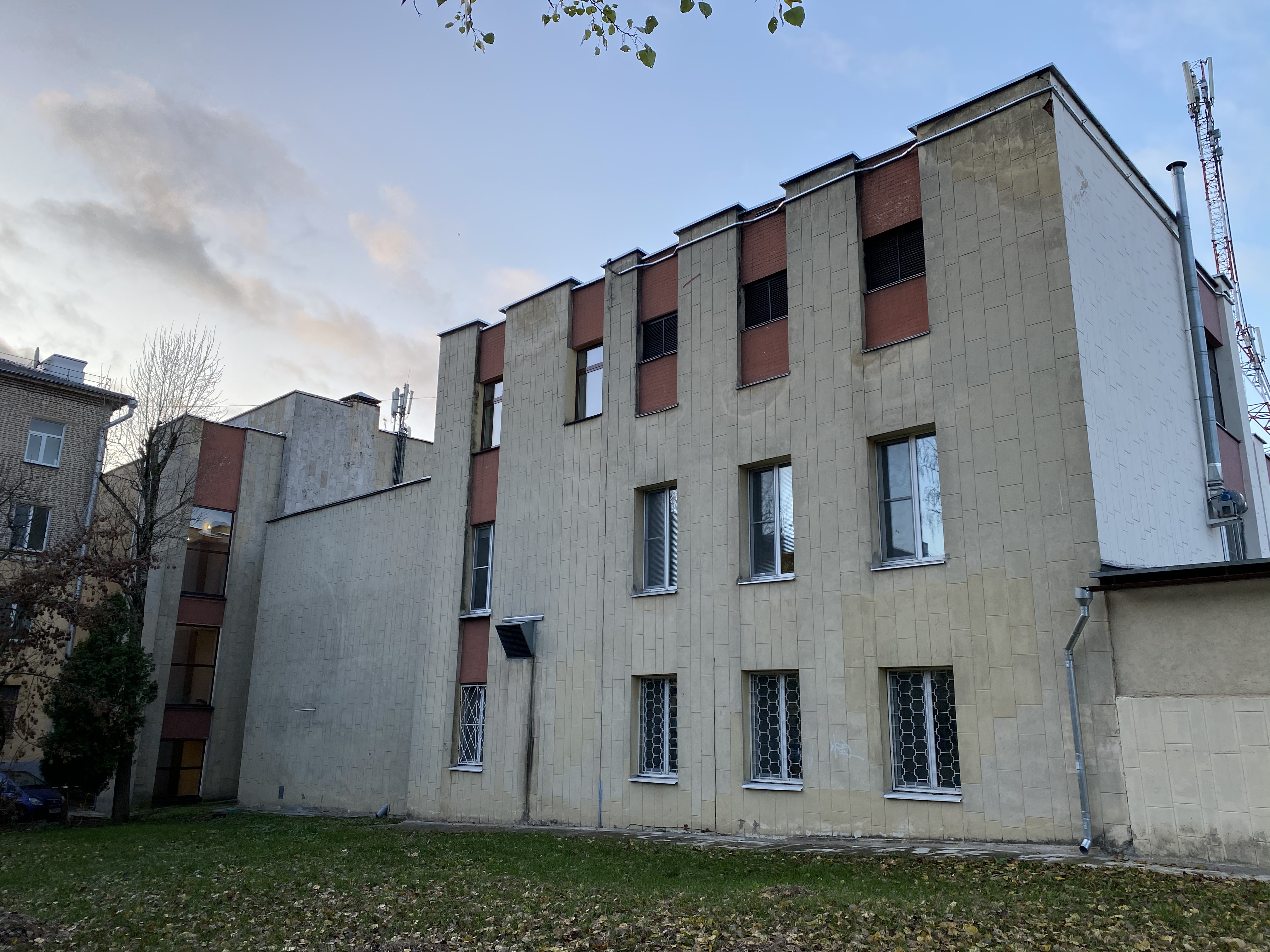
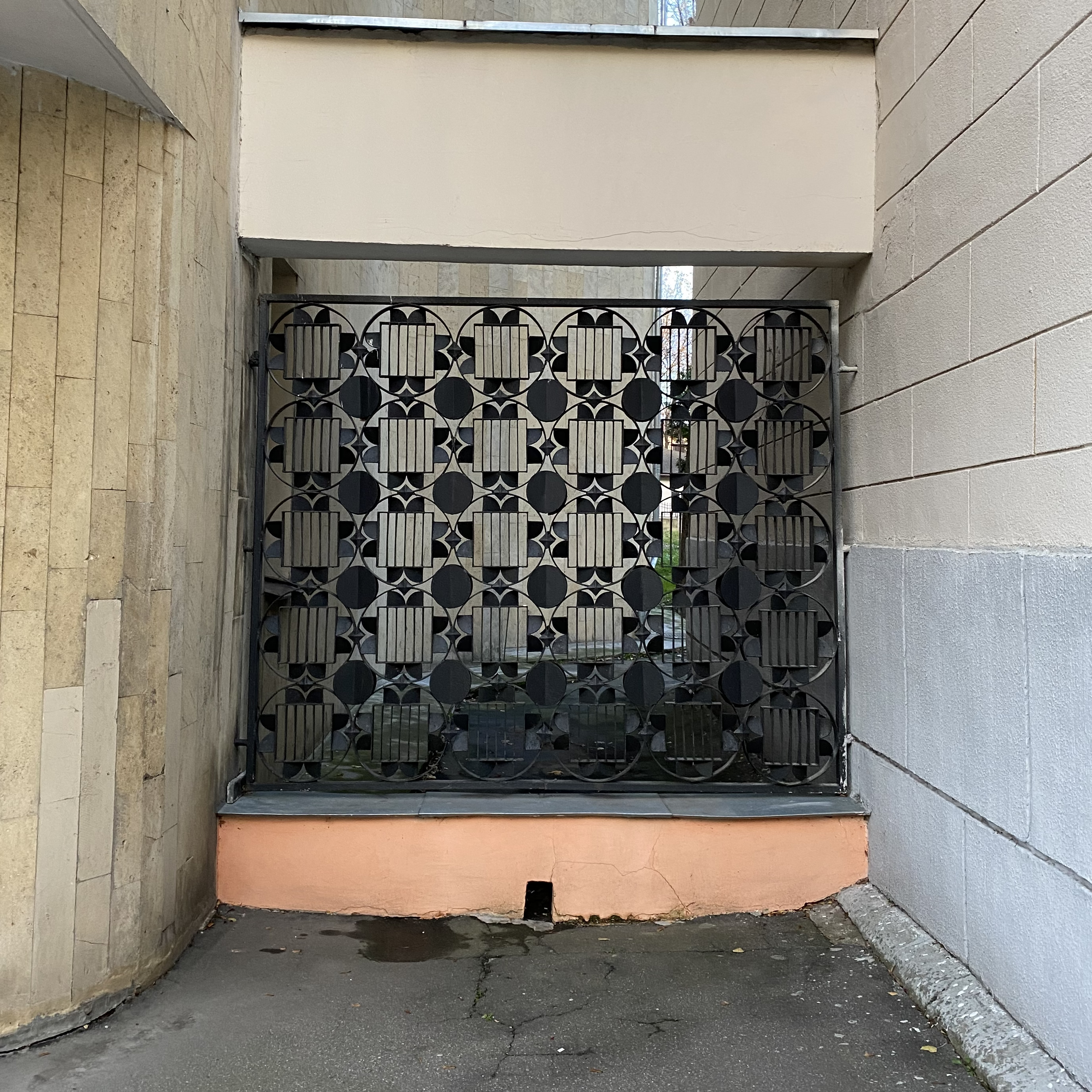
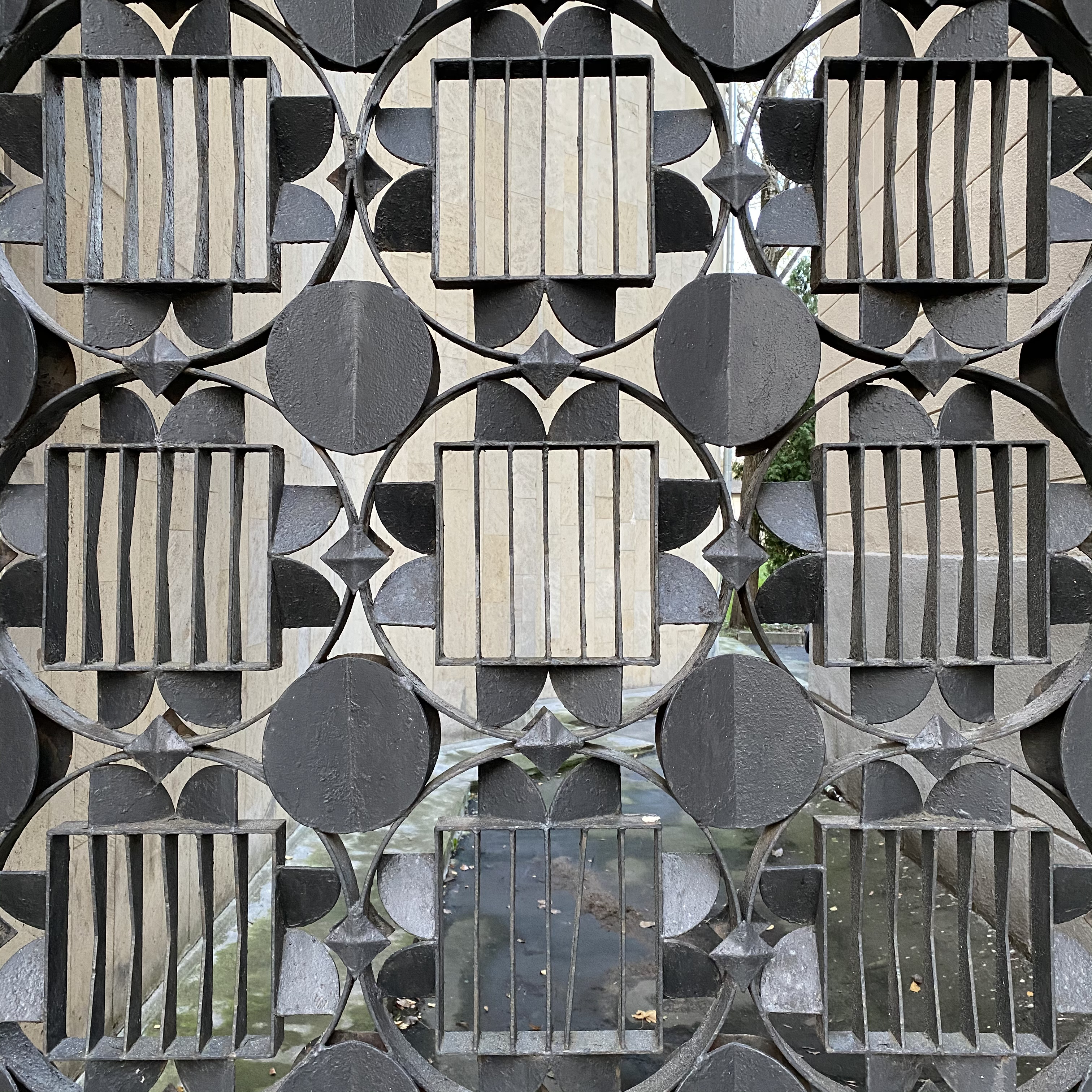